# Ideaworks Game Studio
Ideaworks Game Studio (IGS) a fost o companie care dezvoltă jocuri video din Londra, Marea Britanie, fondată în 1998. Compania a dezvoltat numeroase jocuri ca The Sims 2 Mobile, Need for Speed: Underground 2, Need for Speed: Most Wanted, Final Fantasy VII: Dirge of Cerberus Lost Episode, Metal Gear Solid Mobile, Resident Evil: Degeneration și Call of Duty: World at War: Zombies.

## Jocuri
| Lansare | Titlu                                             | Platformă              | Distribuitor           |
| ------- | ------------------------------------------------- | ---------------------- | ---------------------- |
| 2011    | Fable III Coin Golf                               | Windows Phone 7        | Lionhead Studios       |
| 2009    | Call of Duty: World at War: Zombies               | iPhone                 | Activision/Treyarch    |
| 2009    | BackBreaker Football: Tackle Alley                | iPhone                 | NaturalMotion          |
| 2009    | The Game of Life                                  | iPhone                 | Electronic Arts        |
| 2008    | Resident Evil: Degeneration                       | iPhone, N-Gage         | Capcom                 |
| 2008    | Metal Gear Solid Mobile                           | N-Gage                 | Konami                 |
| 2007    | Mile High Pinball                                 | N-Gage                 | Nokia                  |
| 2007    | System Rush Evolution                             | N-Gage                 | Nokia                  |
| 2006    | Need for Speed: Most Wanted                       | Mobil                  | Electronic Arts        |
| 2006    | Pandemonium!                                      | N-Gage                 | Eidos Interactive      |
| 2006    | Final Fantasy VII: Dirge of Cerberus Lost Episode | Mobil                  | Square Enix            |
| 2006    | Need for Speed: Undercover                        | Mobil, N-Gage          | Electronic Arts        |
| 2005    | Need for Speed: Underground 2                     | Mobil                  | Electronic Arts        |
| 2005    | The Sims 2 Mobile                                 | Mobil                  | Electronic Arts, Maxis |
| 2005    | System Rush                                       | N-Gage                 | Nokia                  |
| 2005    | Tony Hawk’s Pro Skater                            | Mobil, N-Gage          | Activision             |
| 2005    | Colin McRae Rally                                 | N-Gage                 | Codemasters            |
| 2004    | The Sims Bustin' Out                              | N-Gage                 | Electronic Arts        |
| 2003    | Tomb Raider                                       | N-Gage, Windows Mobile | Eidos Interactive      |